# Cristóbal Arias Solís
Cristóbal Arias Solís (Churumuco, Michoacán; 10 de agosto de 1954) es un abogado y político mexicano, miembro del partido Morena. Ha sido senador de la República en tres ocasiones: de 1988 a 1994, 1994 a 1997, y de 2018 a 2024. También fungió como diputado federal de 1982 a 1985 y de 1991 a 1994. Ha sido candidato a gobernador del Estado de Michoacán en tres ocasiones por parte del Partido de la Revolución Democrática y del partido Fuerza por México.

## Biografía
Estudió la licenciatura en Derecho en la Facultad de Derecho y Ciencias Sociales de la Universidad Michoacana de San Nicolás de Hidalgo.

## Carrera política
Durante el mandato de Cuauhtémoc Cárdenas Solórzano como gobernador de Michoacán, Cristóbal Arias fungió como titular de la Secretaría de Gobierno de la entidad. En 1982 fue elegido diputado federal por el VII Distrito Electoral Federal de Michoacán en la LII Legislatura hasta 1985.
En 1988 junto con la Corriente Democrática, renuncia al Partido Revolucionario Institucional y se postula por el Frente Democrático Nacional para contender por un escaño en el Senado de la República por el estado de Michoacán en las elecciones federales de 1988, siendo elegido como uno de los primeros senadores de oposición en la historia moderna del país. Posteriormente se unió formalmente al recién fundado Partido de la Revolución Democrática.
En 1991 fue nombrado diputado federal de representación proporcional por el PRD, por el Estado de Jalisco.
Participó como candidato a gobernador en las Elecciones estatales de Michoacán de 1992, quedando en segundo lugar, siendo elegido el priista Eduardo Villaseñor Peña. El PRD denunció fraude por parte del gobierno priista, en medio de multitudinarias movilizaciones, el gobernador Villaseñor pidió licencia sólo 21 días después de asumir el cargo.
En las Elecciones federales de México de 1994 fue elegido senador por segunda vez.
Debido al fallecimiento del gobernador constitucional Eduardo Villaseñor, se adelantó el proceso electoral a las Elecciones estatales de Michoacán de 1995. Cristóbal Arias Solís fue elegido nuevamente para representar al PRD a la candidatura del gobierno tras dificultades internas con el precandidato Roberto Robles Garnica que alegaba fraude e impugnó el proceso.
Una vez más Arias consiguió el segundo lugar, superando al candidato panista Felipe Calderón Hinojosa pero perdiendo ante el priista Víctor Manuel Tinoco Rubí.
En el año 2001 respaldó la candidatura del sol azteca de Lázaro Cárdenas Batel que se convertiría en gobernador. Bajo el argumento de que el PRD ya no era un instrumento para la transformación y la justicia social, y también dejó de ser oposición, renunció a dicho instituto político en una carta en abril de 2016.
En marzo de 2018 se convierte en candidato a senador por la alianza Juntos Haremos Historia encabezada por Morena, partido fundado por Andrés Manuel López Obrador. En las Elecciones federales de México de 2018 en Michoacán, resulta elegido en segunda fórmula para integrar el Senado.
En la LXIV Legislatura preside la Comisión de Gobernación del Senado de la República, estructuralmente la más importante de la Cámara Alta.